# 히스톤 탈아세틸화효소
히스톤 탈아세틸화효소(영어: histone deacetylase, HDAC) (EC 3.5.1.98)는 히스톤의 ε-N-아세틸 리신 아미노산에서 아세틸기(O=C-CH3)를 제거하여 DNA가 히스톤을 보다 더 단단히 감쌀 수 있게 만드는 효소 부류이다. 이것은 DNA가 히스톤을 감싸고 있고 DNA 발현이 아세틸화 및 탈아세틸화에 의해 조절되기 때문에 중요하다. 히스톤 탈아세틸화효소의 작용은 히스톤 아세틸기전이효소의 작용과 반대이다. 히스톤 탈아세틸화효소는 이제 비히스톤 단백질들도 기질에 포함되기 때문에 표적보다는 그 기능을 설명하기 위해 리신 탈아세틸화효소(영어: lysine deacetylase, KDAC)라고도 불린다.

## 같이 보기
- 히스톤
- 가수분해효소